# بيل ايرز
بيل ايرز (بالإنجليزية: Bill Ayers) (و. 1944 – م) هو تربوي، وكاتب السيرة الذاتية، وبروفيسور (أستاذ جامعي) من الولايات المتحدة الأمريكية ولد في غلن إلين.

## التعليم
تعلم في جامعة ميشيغان، وجامعة كولومبيا.

## روابط خارجية
- بيل ايرز على موقع IMDb (الإنجليزية)
- بيل ايرز على موقع إن إن دي بي (الإنجليزية)
- بيل ايرز على موقع قاعدة بيانات الفيلم (الإنجليزية)